# Novation Digital Music Systems
Novation Digital Music Systems Ltd. ist ein britischer Hersteller von Musikelektronik, der 1992 von Ian Jannaway und Mark Thompson als Novation Electronic Music Systems gegründet wurde. Heute fokussiert sich das Unternehmen auf MIDI-Controller, Keyboards, analoge und digitale Synthesizer und Software-Synthesizer und Soundkarten. Gegenwärtig werden die Produkte vorwiegend in China hergestellt. Das Unternehmen gehört seit 2004 zu Focusrite.

## Geschichte

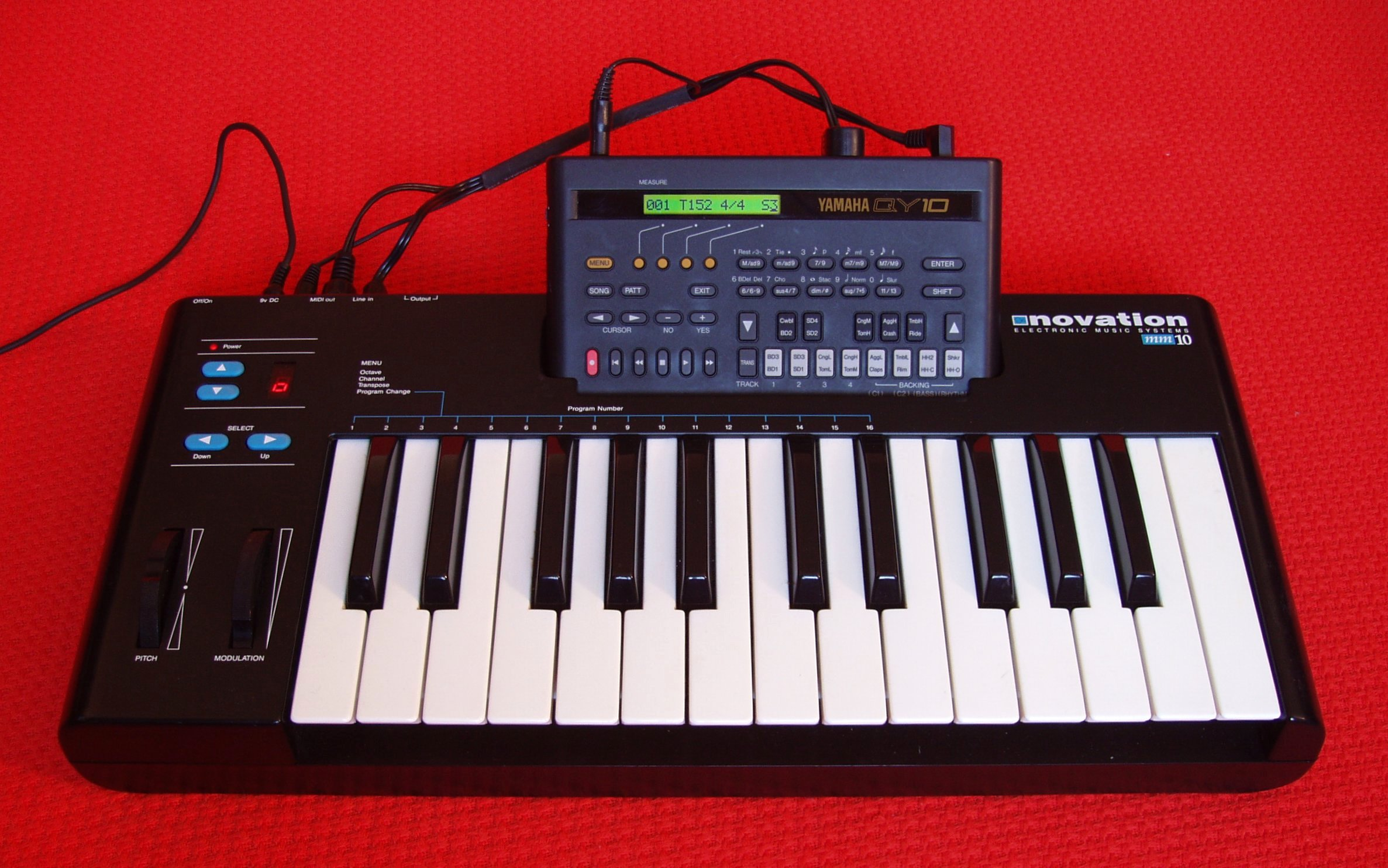
MM10 + QY10

Novations erstes kommerzielles Produkt war 1992 Novation MM10, ein tragbares und batteriebetriebenes Keyboard, das als Steuergerät für den Vorgänger des Yamaha QY70, den Yamaha QY10 entwickelt wurde und basierte auf dem zuvor entwickelten Novation MidiCon. Der MM10 war in Kombination mit dem QY10 die erste vollständig portable Musikworkstation.
1993 folgte die Novation Bass Station (auch bekannt unter dem Namen Bass Station Keyboard), ähnlich wie die Roland TB-303 Bassline, ein tragbarer Synthesizer für Instrumentalbegleitung. Die Bass Station verwendete digital gesteuerte Oszillatoren, LFOs und Filter, um den Klang traditioneller monophoner Analogsynthesizer zu emulieren.
Kerntechnologie war das sogenannte Analogue Sound Modelling (ASM) von 1995 with, den Klang der Roland TR-808 and TR-909 emulierte indem digitale Modelle der Original Wellenformen erzeugt wurden.
Novations erster Direktor war Chris Huggett, welcher die Synthesizer Wasp and OSCar gebaut hatte und das operating system für den Akai S1000 entwickelt hatte. In der Folge war er auch an der Entwicklung der Bass Station und Drum Station beteiligt sowie an der Konstruktion der Supernova.

## Produkte
MM10 (1992), portables Keyboard-System für Yamaha QY10, später ersetzt durch MM10-X.
BassStation (1993), auch BassStation Keyboard, mit 2 digital gesteuerten Analog-Oszillatoren (DCOs) mit Rechteck, Pulse und Sägezahn sowie LFOs.

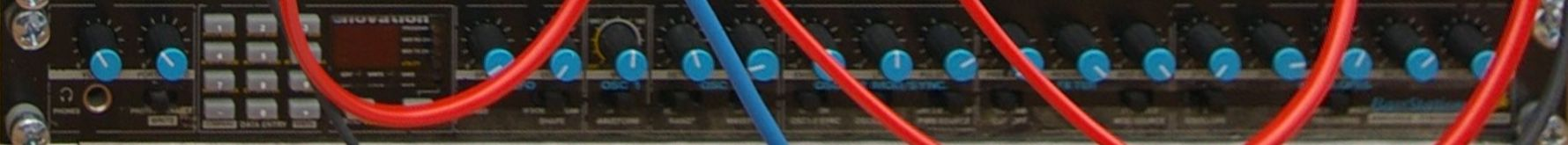
Bass Station Rack (1994)

BassStation Rack (1994) Dual-ADSR envelopes, 12/24db – Filter, LFO, DCOs und eingebautem MIDI/Control Voltage (CV) Konverter. Benutzer waren u. a. William Orbit, Biosphere, Massive Attack, Orbital, Apollo 440, Nine Inch Nails, Radiohead, Jimi Tenor, Laurent Garnier, ATB, Sneaker Pimps, Out of Logic and Underworld.

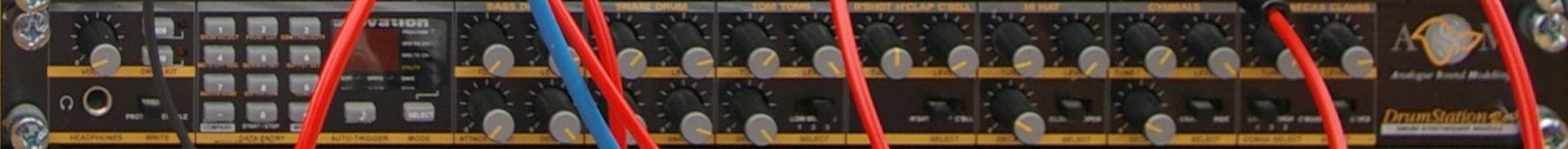
Drum Station Rack (1995)

DrumStation (1995) verwendete ‘Analogue Sound Modelling’ (ASM), beinhaltete alle Klänge der TR-808 und des Nachfolgers TR-909, und hatte dieselben Controller für die Klangkontrolle, darunter tone, attack, decay, tuning, ‘snappiness’ und distortion.
Super BassStation (1997) kam mit Arpeggiator, Rauschquelle, Ringmodulator, weiterem LFO, Sub-Oscillator, Analoge Chorus und Verzerrungseffekte, keyboard filter tracking, Stereoausgänge mit panning, erweitertem Speicher, analoge trigger signal output, insgesamt näher am Original.

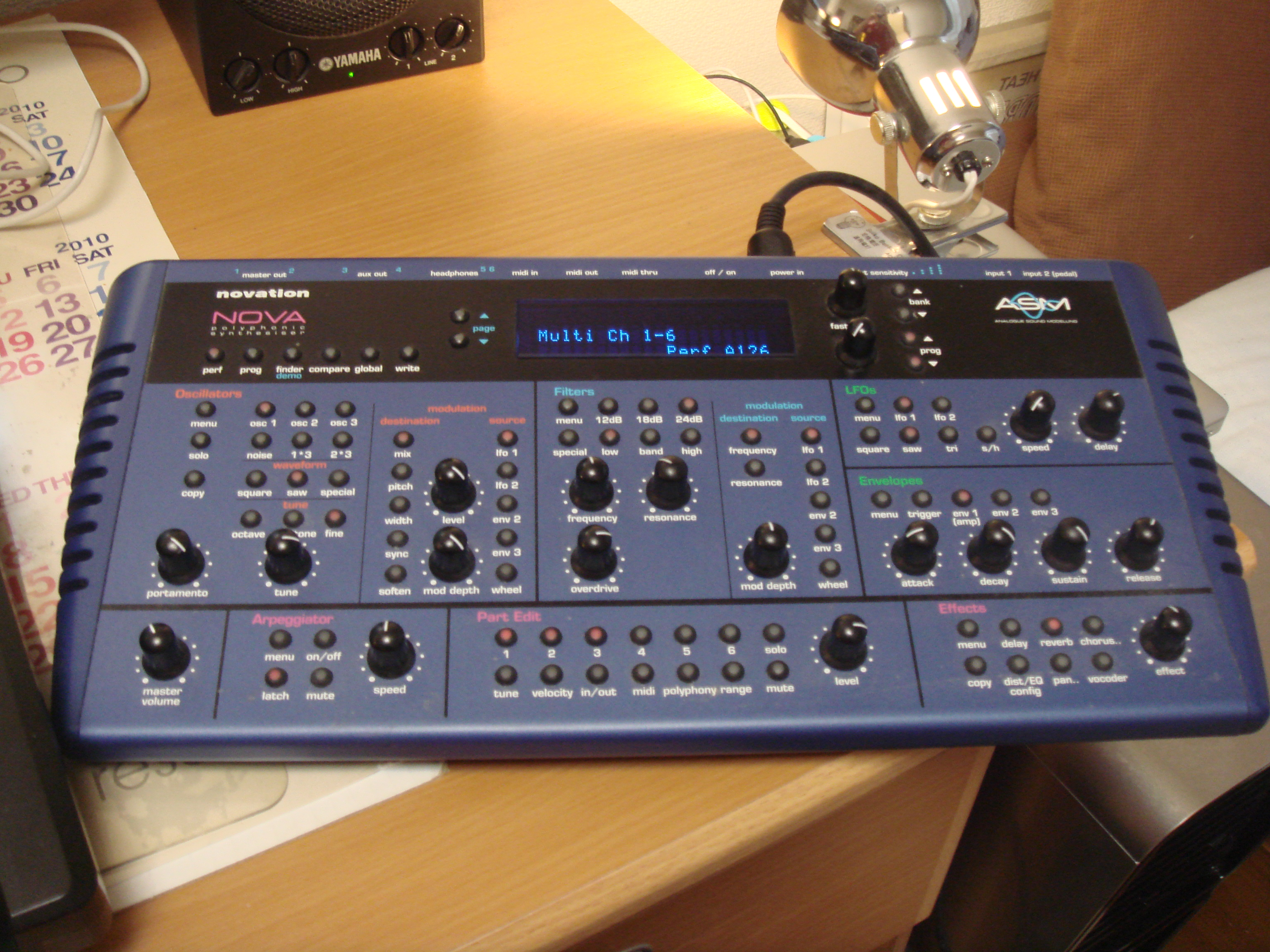
Nova

Supernova (1998) Polyphoner Synthesizer mit Multi-Effekt-Prozessor für all der 8 Audio-Ausgangs-Parts, 56 programmierbare Effekte, für alle Stimmen gleichzeitig verfügbar. Supernova enthielt ursprünglich eine 16-Noten-Polyphonie, die später mit einem neuen Betriebssystem auf 20 erweitert wurde, und drei DCOs mit ASM, um den klassischen analogen Synth-Sound darzustellen. Ein umfassendes Filter bot eine Low-, High- und Bandpassfilterung mit 12, 18 und 24 dB / Oktave mit Resonanz und Selbstoszillation sowie Overdrive- und Key-Tracking, wobei die Filterabstimmung der Tastatur folgen konnte. Zwei leistungsstarke LFOs und zwei Ringmodulatoren vervollständigten die Modifikationsfunktionen. Die Supernova-Spezifikation wurde durch acht analoge Ausgänge und eine vollständige MIDI-Implementierung abgerundet. Supernova und sein Nachfolger Supernova II wurden von Orbital, ATB, The Faint, Sinn, Jean-Michel Jarre und A Guy Called Gerald verwendet.
Nova (1999) Im Wesentlichen das Desktop-Leistungsmodul, welches auf derselben Synthesizer-Engine basiert.

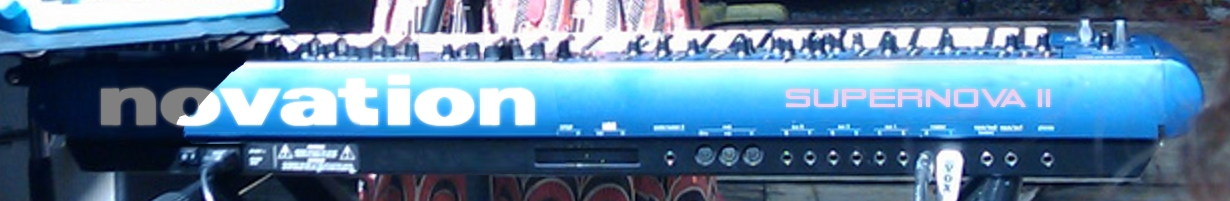
SuperNova II

Supernova II (2000) war in 24-, 36- und 48-stimmigen Modellen mit zusätzlichen 12- oder 24-stimmigen Erweiterungskarten erhältlich. Der Supernova II war in einem 3U-Rack-Format- und auch in einer 61-Noten-Performance-Tastaturversion mit Velocity und Aftertouch erhältlich, die eine Klangoptimierung während der Live-Performance ermöglichte. Die FM-Synthesefunktion war zusammen mit der Ringmodulation, zwei analogen Eingängen und einem 42-Band-Vocoder enthalten. Ein 8-teiliger Arpeggiator war ebenfalls an Bord und in seiner Vollversion bot das Produkt 8-teilige Multitimbralität und 48-stimmige Polyphonie, wobei 57 und 2304 Oszillatoren gleichzeitig liefen.

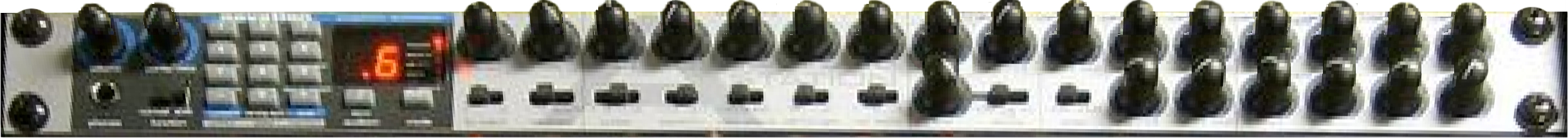
A-Station (2001)

A-Station (2001) war ein cross over zwischen BassStation und Supernova. Da die Architektur auf der Supernova basiert, kamen in der A-Station eine 8-stimmige Polyphonie, eine einfache FM-Synthese-Engine, Hall und Verzögerung sowie ein 12-stimmiger Vocoder zur Verarbeitung externer Sounds hinzu, der auch als Oszillatorquelle verwendet werden konnte. Ein Arpeggiator wurde ebenfalls integriert.
K-Station (2002) war eine 2-Oktaven-Tastaturversion der A-Station mit 8-stimmiger Polyphonie, sie enthielt drei ASM-Oszillatoren mit einer Reihe von Wellenformen sowie FM-Synthese und Rauschquelle, einen 12-Band-Vocoder, einen Arpeggiator, zwei ADSR-Hüllkurvenformer und zwei LFOs sowie Hall- und Verzögerungseffekte.
KS Series (2002) : Die KS4, KS5 und KS Rack verwendeten verbesserte Versionen der K-Station-engine mit einer Reihe zusätzlicher Funktionen. Das KS4 war eine 4-Oktaven-Tastatur, während das KS5 fünf Oktaven bot. Die Keyboards sind halbgewichtet und verfügen über Aftertouch. Alle 33 Bedienknöpfe senden MIDI. Die KS-Serie umfasste vierstimmigen Multitimbralbetrieb mit mehreren zuweisbaren Audioausgängen, einen 14-Band-Vocoder und einen separaten Effektprozessor für jeden Part.

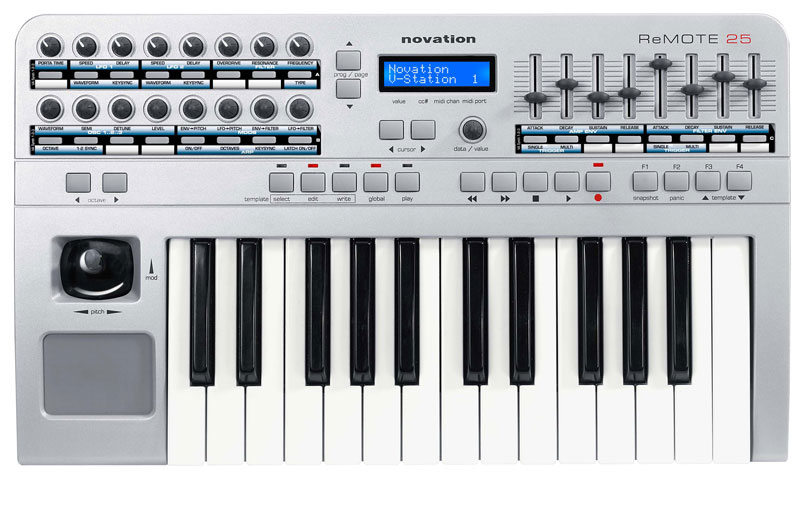
Remote 25

ReMOTE 25 MIDI controller keyboard (2003) wurde im Jahr 2003 konzipiert, um dem Computermusiker das „Hands-on“ -Einstellen zu ermöglichen. Zusätzlich zum ReMOTE 25, der auf MIDI basiert, bot das ReMOTE 25 Audio die gleichen Funktionen mit einem eingebauten USB-Audio-Interface und entwickelte sich später zur X-Station. Die ReMOTE-Tastaturen wurden ursprünglich als Controller für Propellerhead Reason. entwickelt.
V-Station and B-Station (2003). Diese Softwareversionen boten virtuelle Emulationen der K-Station und der Bass Station – verfügbar für Macintosh und Windows, als VST and AU.
X-Station (2004) wurde entwickelt, um durch Hinz
ufügen eines Computers / Sequenzers, eines Mikrofons und einer Überwachung eine vollständige Musikumgebung zu ermöglichen. Sie enthielt eine 8-stimmige ASM-basierte Synth-Engine der Supernova-Klasse, vorlagenbasierte MIDI-Steuerung im ReMOTE-Stil, 2-in-2-out-Stereo-Audio-Interface und Multi-Effekt-Engine sowie ein halbgewichtetes Aftertouch-Keyboard.

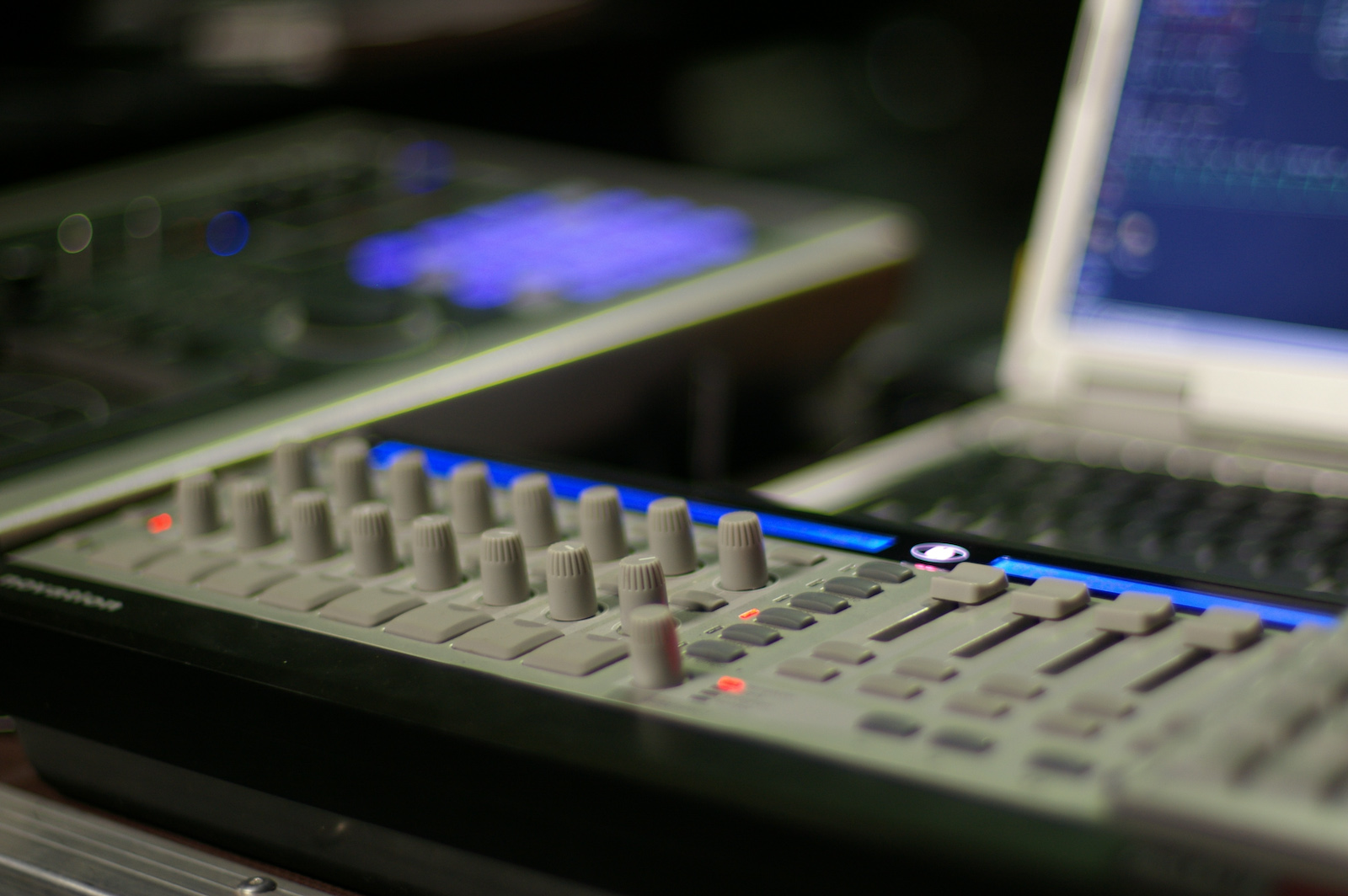
Remote Zero SL

ReMOTE Zero SL (2006) war eine Erweiterung der MIDI- und USB-Controller-Reihe von Novation – die meisten verfügen über Keyboards – ohne (Null-)Tasten. Das Remote Zero SL bot eine große Auswahl an Reglern, Tasten, Schiebereglern und Triggerpads, die praktisch jedem Hardwaregerät oder jeder Anwendung, die MIDI unterstützt, frei zugewiesen werden konnten. Das Herzstück der Remote SL-Reihe war Automap-Funktion Hiermit wurden der verwendete Sequenzer und die im Projekt verwendeten Software-Plugin-Instrumente erkannt. Anschließend wurden die Steuerelemente der Software intelligent im Host den Drehreglern, Schiebereglern und Drucktasten zugeordnet.
Nio 2|4 (2007) war ein multi-platform 2-in, 4-out USB audio interface für Musiker im Allgemeinen und Gitarristen im Besonderen, gebündelt mit einer speziell ausgewählten Auswahl von 20 Softwareeffekten in der Nio FX Rack-Anwendung, die über die Vorderseite des Geräts gesteuert wird und einem Gitarreneffektpedal ähnelt.

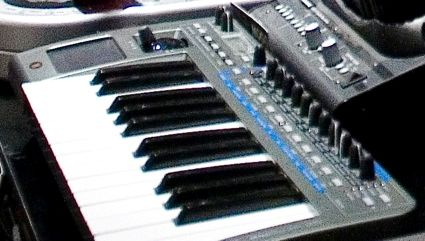
Xiosynth

XioSynth (2007) war ein Keyboard-Synthesizer mit USB-Audio-Interface und vorlagenbasiertem MIDI-Controller, erhältlich mit 25 oder 49 Tasten. Wie die X-Station verfügte sie über das X / Y-Touchpad von Novation (das 'X-Pad') und enthielt eine auf der X-Station basierende Synth-Engine mit zusätzlichem Filter-Overdrive und dem X-Gator-Patch-Controller, der jeden Patch steuern konnte, um rhythmische Muster mit 16 bis 32 Schritten zu erzeugen, die mit dem MIDI-Takt synchronisiert wurden.

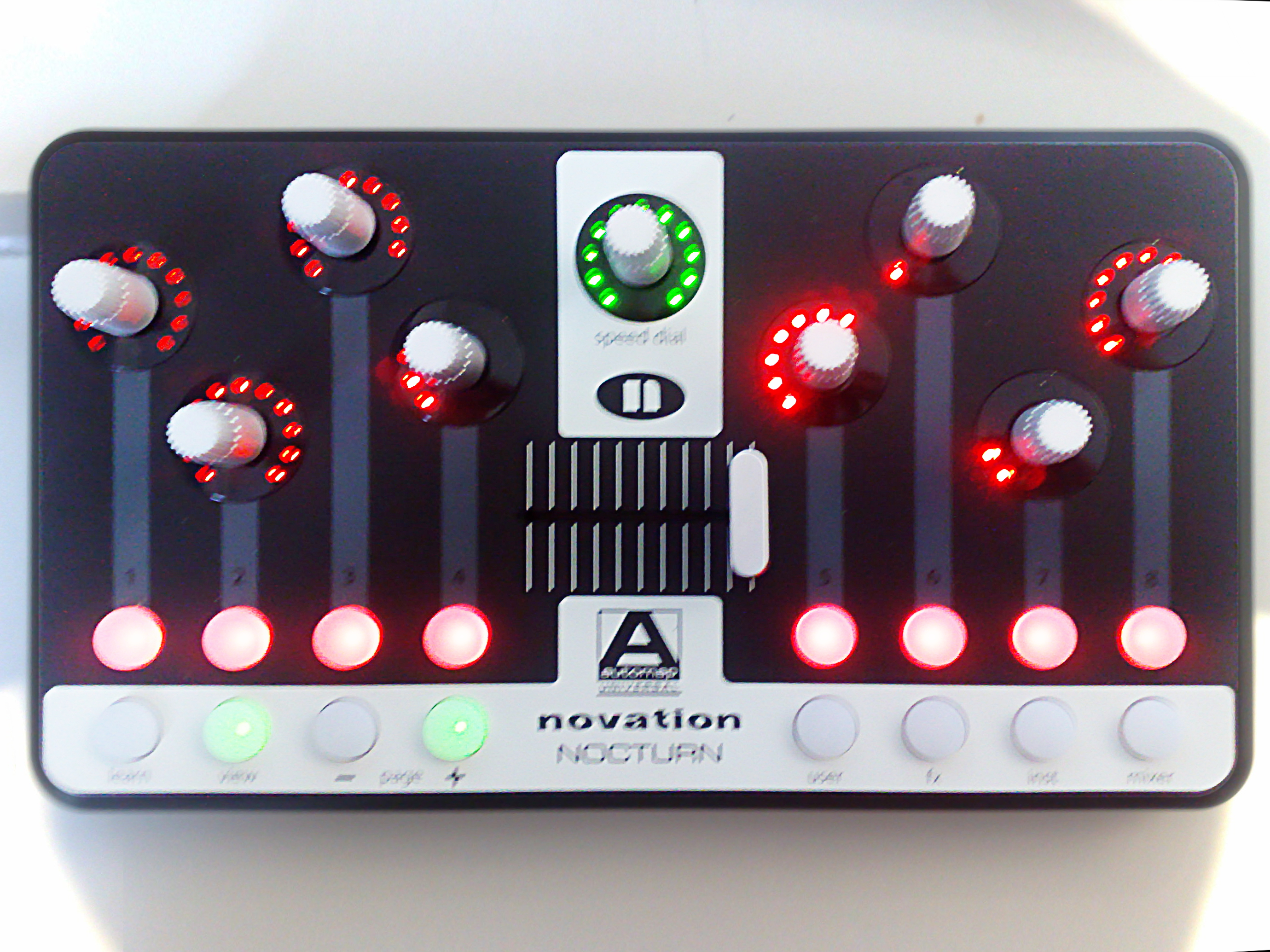
Nocturn

Nocturn (2008) Nimmt die Automap-Technologie aus der Remote SL-Reihe und wendet sie auf eine kompakte Steuerung an. Mithilfe der Automatisierungsframeworks, die von verschiedenen Plugin-Architekturen wie VST, Audio Units und RTAS verwendet werden, lädt Nocturn eine Liste der steuerbaren Einstellungen herunter, die von einem Plug-In bereitgestellt werden, und weist sie seiner Kombination aus Reglern und Schaltflächen zu. Acht berührungsempfindliche Drehwellen-Encoder-Bedienelemente mit jeweils einem LED-Ring, um die Einstellung anzuzeigen. berührungsempfindlicher Crossfader; und einen Kurzwahlknopf, der die Patch-Auswahl und die Steuerung aller Bildschirmparameter ermöglicht.
Die SL ReMOTE-Reihe wurde (2008–2009) auf SL ReMOTE Mk II aktualisiert und umfasst berührungsempfindliche Knöpfe und Schieberegler sowie die Automap-Technologie. SL MkII-Controller waren mit Tastaturen mit 25, 49 und 61 Notengeschwindigkeit / Aftertouch erhältlich. Enthält acht Drehwellengeber. Die Version ohne Tastatur wurde als ZeRO SL Mk II bezeichnet.

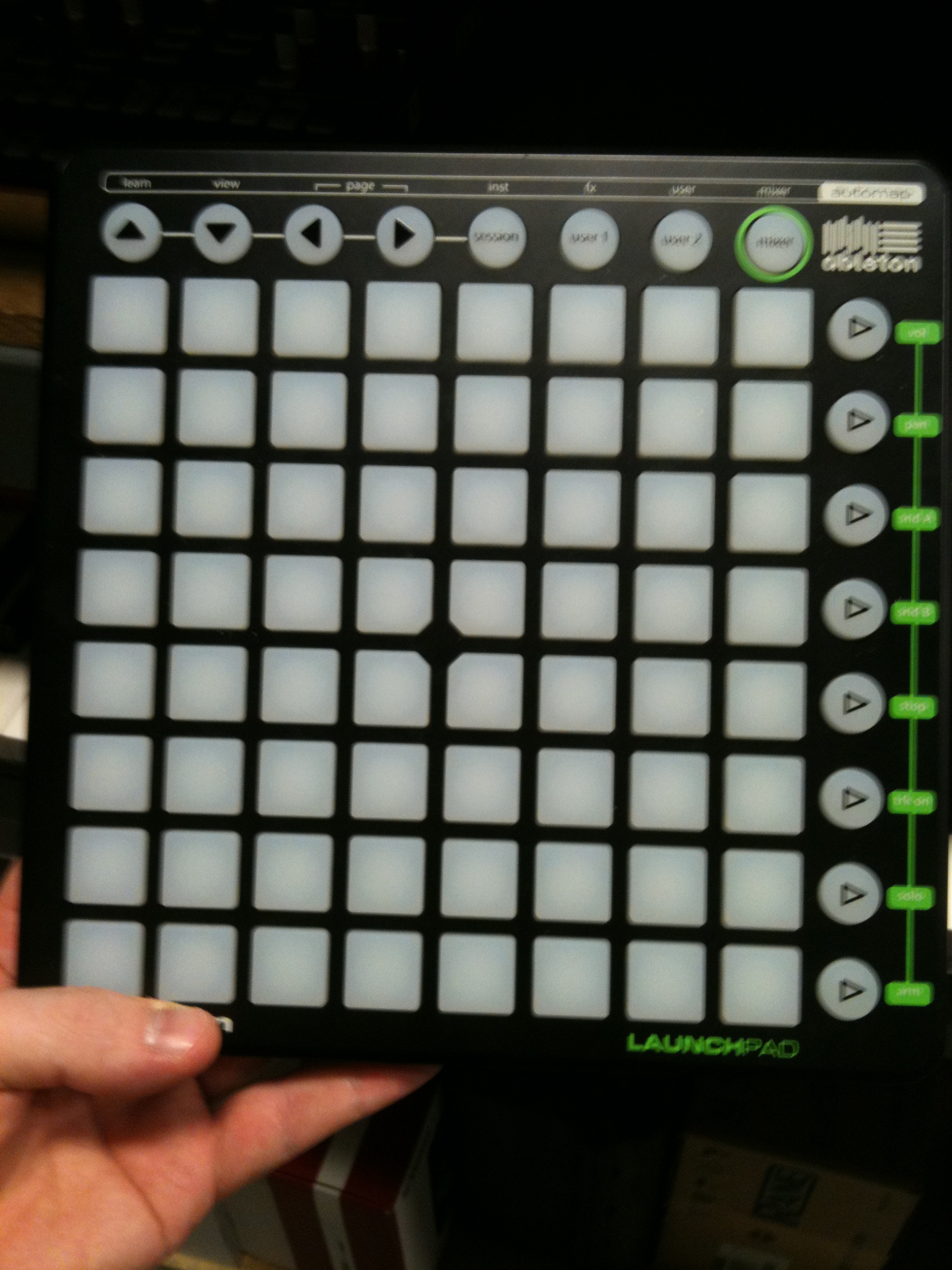
Launchpad

Launchpad (2009) ist ein Multi-Button-Controller für die beliebte Live-Steuerungsanwendung Ableton Live, mit einem Raster von 64 (8x8) hell beleuchteten quadratischen Tasten. Jede Schaltfläche kann einem Clip & mdash; Ein Stück Audio oder MIDI, das geloopt sein kann oder nicht. Zusätzliche Modi ermöglichen die automatische Steuerung von Funktionen und die Mischersteuerung.
Nocturn 25 und 49 (2009): Im Wesentlichen handelte es sich um den Nocturn-Drehgeber-Controller mit einer Geschwindigkeits- / Aftertouch-Tastatur mit 25 oder 49 Noten.
Automap for iPhone and iPod Touch (2009) ist eine App, die eine grundlegende Fernsteuerung von DAWs, Effekten, Sequenzern oder Plug-In-Parametern mithilfe von zwei Fadern und acht Tasten auf einem iOS-Gerät ermöglicht.
Dicer (2010) besteht aus einem Paar Hardware-Button-Sets & mdash; fünf große Bedientasten und drei Moduswahltasten & mdash; Entwickelt, um an den Ecken eines Plattenspielers oder Laptops befestigt zu werden und Benutzern von DJ-Anwendungen wie Traktor und Serato die Möglichkeit zu geben, Loops, Cues und Effekte zu steuern.

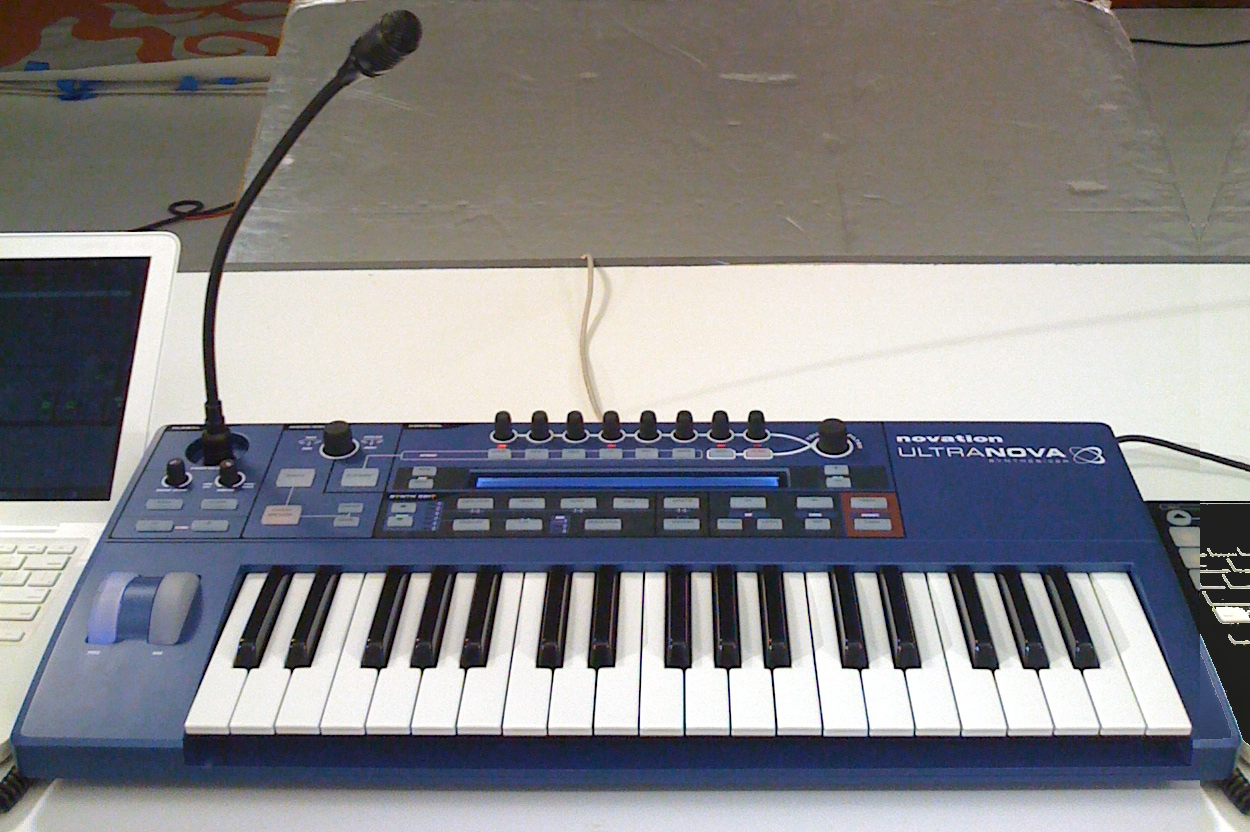
Ultranova

'''UltraNova''' (2010) ist ein einteiliger Analogmodellierungssynthesizer mit USB-Bus der Nova-Serie mit einem Effektprozessor, der auf der Supernova II-Synth-Engine sowie einer Wavetable-Synthese, erweiterten Filtern, einem Software-Editor und einem neuen Touch-Sense-Leistungsmodus basiert. Bis zu 18 Stimmen, 14 Filtertypen, 36 Wavetables und 5 Effektsteckplätze, 37 Tasten und Aftertouch in voller Größe, ein 12-Band-Vocoder und eine 2-in-4-out-USB-Schnittstelle.
Twitch (2011) ist ein DJ-Controller mit Touchstrips anstelle von Plattenspieler-Emulatoren, mit denen man durch Tracks navigieren, Beats aufteilen und diese im laufenden Betrieb wieder zusammenmischen kann. Beinhaltet ein eingebautes Audio-Interface. Ursprünglich in Zusammenarbeit mit Serato entwickelt.
Impulse (2011) ist eine Reihe professioneller USB / MIDI-Controller, die ein halbgewichtetes Aftertouch-Keyboard mit 25, 49 oder 61 Noten Präzision kombinieren mit einer Bedienoberfläche zur DAW-Steuerung, einschließlich Mixer-, Transport- und Plug-In-Instrumenten und Effekten, die von der Automap-Steuerungssoftware unterstützt werden. Impulse verfügt außerdem über 8 hintergrundbeleuchtete Performance-Pads, die Drums, Effekte und das Starten von Live-Clips auslösen können.

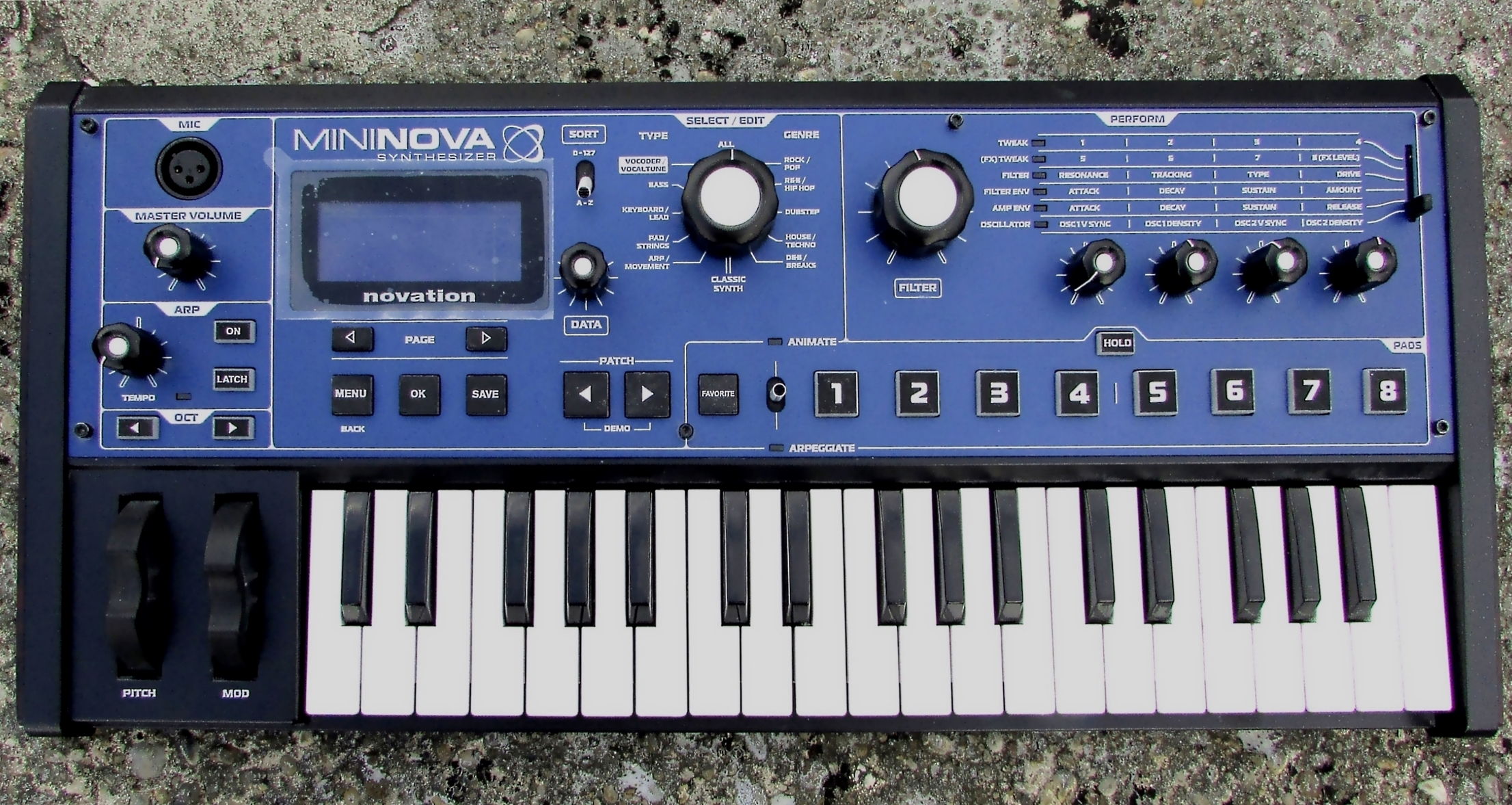
MiniNova

MiniNova (2012) ist ein Mikro-Synthesizer mit 37-Noten-Tastatur, der auf der gleichen Synthesizer-Engine wie der UltraNova basiert, Kann Sounds mit bis zu 18 Stimmen und Effekten erstellen und bearbeiten. Die VocalTune-Funktion kann mit dem integrierten Vocoder ikonische Urban- und Hip-Hop-Vokalklänge sowie klassische House- und Techno-Voice-Effekte erzeugen. MiniNova ist ein Live-Synthesizer, mit dem Sounds in Echtzeit optimiert und modifiziert werden können. Eine Reihe kostenloser Soundpacks, die von bedeutenden Künstlern und Sounddesignern wie Chuckie, Daniel Fisher und anderen erstellt wurden, stehen zum Download bereit.
Launchkey (2013) ist eine Reihe von Tastatur-Controllern mit 25, 49 und 61 Noten mit bis zu 50 physischen Bedienelementen, einschließlich 16 geschwindigkeitsabhängiger mehrfarbiger Startknöpfe die Clips auslösen und Szenen in Ableton Live starten. Launchkey ermöglicht nicht nur die praktische Steuerung eines DAW-Mischpults, von Instrumenten und mehr, sondern ist auch ein integriertes Software- / Hardware-Instrument mit zwei Apps für das iPad: der Launchkey-App und der Launchpad-App sowie dem Synthesizer-Plug für V-Station und Bass Station. Die Launchkey-App enthält 60 Synth-Sounds, die mithilfe interaktiver Grafiken sofort geändert werden können. Die Launchpad-App ist eine App für das iPad, mit der Beats und Musik mithilfe einer umfangreichen Auswahl hochwertiger Loops erstellt und Sounds im mehrfarbigen 8x6-Launchpad-Raster kombiniert werden können. Acht Lautstärkeregler ermöglichen schnelle Lautstärkeänderungen und die FX-Modi bieten DJ-Effekte wie Beat-Repeater und synchronisierte Filtereffekte.
Launchpad S (2013) ist eine aktualisierte und hellere Version des originalen LaunchPad mit schnellerem Flimmern, schnellerer Antwortrate und helleren Tasten.
Bass Station II (2013) ist eine Überarbeitung des ursprünglichen Konzepts mit zwei Filtern, drei Oszillatoren, Patch Save und einem vollständig analogen Effektbereich und Signalpfad. Sie enthält einen Step-Mode-Sequenzer, einen Arpeggiator, eine anschlagsdynamische Klaviatur mit zwei Oktaven (25 Noten) und großen Tasten sowie einen umfassenden Modulationsbereich. Es gibt auch volle MIDI-E/A- und USB-Konnektivität. Der mit der Firmware v4.14 hinzugefügte AFX-Modus ermöglicht das Ändern von Patches auf Notenebene.
Launchpad Pro, Launchpad Mk2, Launchpad Mini, und Launchpad Mini Mk2 (2015) sind weitere aktualisierte Versionen des Launchpads. Launchpad Pro und Launchpad MkII führen eine neue RGB-Funktion ein. Launchpad Pro verfügt über Geschwindigkeits- und Aftertouch-Empfindlichkeit, 16 weitere Seitentasten und einen eigenständigen externen MIDI-E/A-Modus.
Circuit (2015) ist ein mehrteiliger Groovebox-Sequenzer mit zwei Synth-Engines (abgeleitet von MiniNova) und einer vierteiligen Drum-Maschine auf Sample-Basis. Es besteht aus einem 4x8-Sequenzer / Notenraster, 8 Reglern und ist batteriebetrieben.
Peak (2017) ist ein digital / analoger Hybridsynthesizer mit einer einzigartigen Oszillatorarchitektur von Chris Huggett, basierend auf einer FPGA-Technology. Der Peak verfügt über acht Polyphonie-Stimmen: drei Oszillatoren pro Stimme sowie eine unabhängige Rauschquelle. Während die Oszillatoren digital sind, ist das Filter analog, ebenso wie die Verzerrungsschaltungen (bestehend aus Vor- und Nachfilter-Overdrive und einem separaten Overdrive, der den Composite-Ausgang beeinflusst).
Circuit MonoStation (2017) ist ein analoger paraphonischer Synthesizer aus der Circuit-Familie. Er verwendet ein ähnliches 4x8-Raster, verfügt jedoch über mehr Steuerknöpfe für bestimmte Parameter der Synth-Engine. Die beiden Oszillatoren können zusammen sequenziell oder paraphonisch verwendet werden (eine Variation von Duophony, bei der die Tonhöhe jedes Oszillators separat gespielt werden kann, jedoch nur eine Master-Amp-Hüllkurve verwendet wird).
Launchpad X, Launchpad Mini Mk3 (2019) sind weitere aktualisierte Versionen des Launchpads. Besonders das Launchpad X zeichnet sich durch eine Reduzierung der Gesamthöhe aus, während das Launchpad Mini Mk3 hauptsächlich in Länge und Breite verkleinert wurde. Bei beiden Modellen sind die Seitentasten im Vergleich zu den Vorgängermodellen quadratisch und die USB-B Ports wurden durch USB-C Ports ersetzt. Zudem unterstützt die Firmware beider Launchpads benutzerdefinierte Modi, die sich durch Novations Components App erstellen, modifizieren und auf die Geräte laden lassen. Das Launchpad X verfügt wie das Launchpad Pro über anschlags- und druckempfindliche Pads.
Launchpad Pro Mk3 (2020) ist die aktualisierte Version des ursprünglichen Launchpad Pros. Es reiht sich vom Design und Konzept her zur Generation der Launchpads X und Mini Mk3 ein, indem es ebenfalls eine geringere Höhe, quadratische Seitentasten, einen USB-C Anschluss und benutzerdefinierte Modi besitzt. Bei diesem Modell sind die Seitentasten nicht aus Silikon, sondern aus Hartplastik gefertigt. Zusätzlich zu den bereits auf dem Launchpad Pro zwei vorhandenen 3,5mm MIDI Ein- und Ausgängen befindet sich auf diesem Modell ein 3,5mm MIDI Through/Out Anschluss. Im Gegensatz zu allen bisherigen Launchpad Modellen kommt auf dem Launchpad Pro Mk3 ein Multithreading-fähiges Betriebssystem zum Einsatz, welches mit einem 4-spurigem 32-Schritt Sequenzer ausgestattet ist.